# Avaris
Avaris was een stad in de Egyptische oudheid, de stad lag in de Nijldelta en tegenwoordig heet de regio Tell el-Dab'a.

## Historie van de stad
De stad was de hoofdstad van Beneden-Egypte tijdens de overheersing van de Hyksos. Avaris lag in het noordoosten van de Nijldelta. Vermoedelijk lag de stad waar nu Tell el-Dab'a ligt, al is de juiste ligging nog steeds onderwerp van discussie. De stad zag eruit als een stad uit Babylonië, met Kretenzische invloeden.
Avaris was een stad uit het Middenrijk, die door de Hyksos werd versterkt tot een burcht. Rond 1520 v.Chr. werd de stad ingenomen door Ahmose, de stichter van de 18e dynastie. Hierna werd Avaris langzaam een ruïne. In de 19e dynastie bouwde Ramses II zijn nieuwe hoofdstad, Pi-Ramesse, boven op de ruïnes van Avaris. Eerst was het een erg bloeiende stad, maar nadat de tak van de Nijl waaraan Pi-Ramesse lag opdroogde, werden veel van de monumenten en zelfs gebouwen overgebracht van Pi-Ramesse naar Tanis.
In juni 2010 werd bekend dat een Oostenrijks team van archeologen met behulp van radar mogelijk de locatie van Avaris had ontdekt. Meerdere radarbeelden wezen op onder de grond aanwezige structuren, die overeen zouden kunnen komen met een stadsplattegrond, met straten, gebouwen, en tempels
.

## Tempels en religie
Horemheb en de latere Ramsessiden bouwden aan een grote tempel, waarschijnlijk gewijd van de god Seth. De god Seth was populair in deze regio.